# ديك كيلسي
ديك كيلسي (بالإنجليزية: Dick Kelsey)‏ هو مخرج فني ورسام توضيحي أمريكي، ولد في 3 مايو 1905 في كاليفورنيا في الولايات المتحدة، وتوفي في 3 مايو 1987 في فينتورا في الولايات المتحدة.

## وصلات خارجية
- ديك كيلسي على موقع IMDb (الإنجليزية)
- ديك كيلسي على موقع ألو سيني (الفرنسية)
- ديك كيلسي على موقع أول موفي (الإنجليزية)
- ديك كيلسي على موقع قاعدة بيانات الأفلام السويدية (السويدية)
- ديك كيلسي على موقع قاعدة بيانات الفيلم (الإنجليزية)
- ديك كيلسي على موقع كينوبويسك (الروسية)